# Камауро

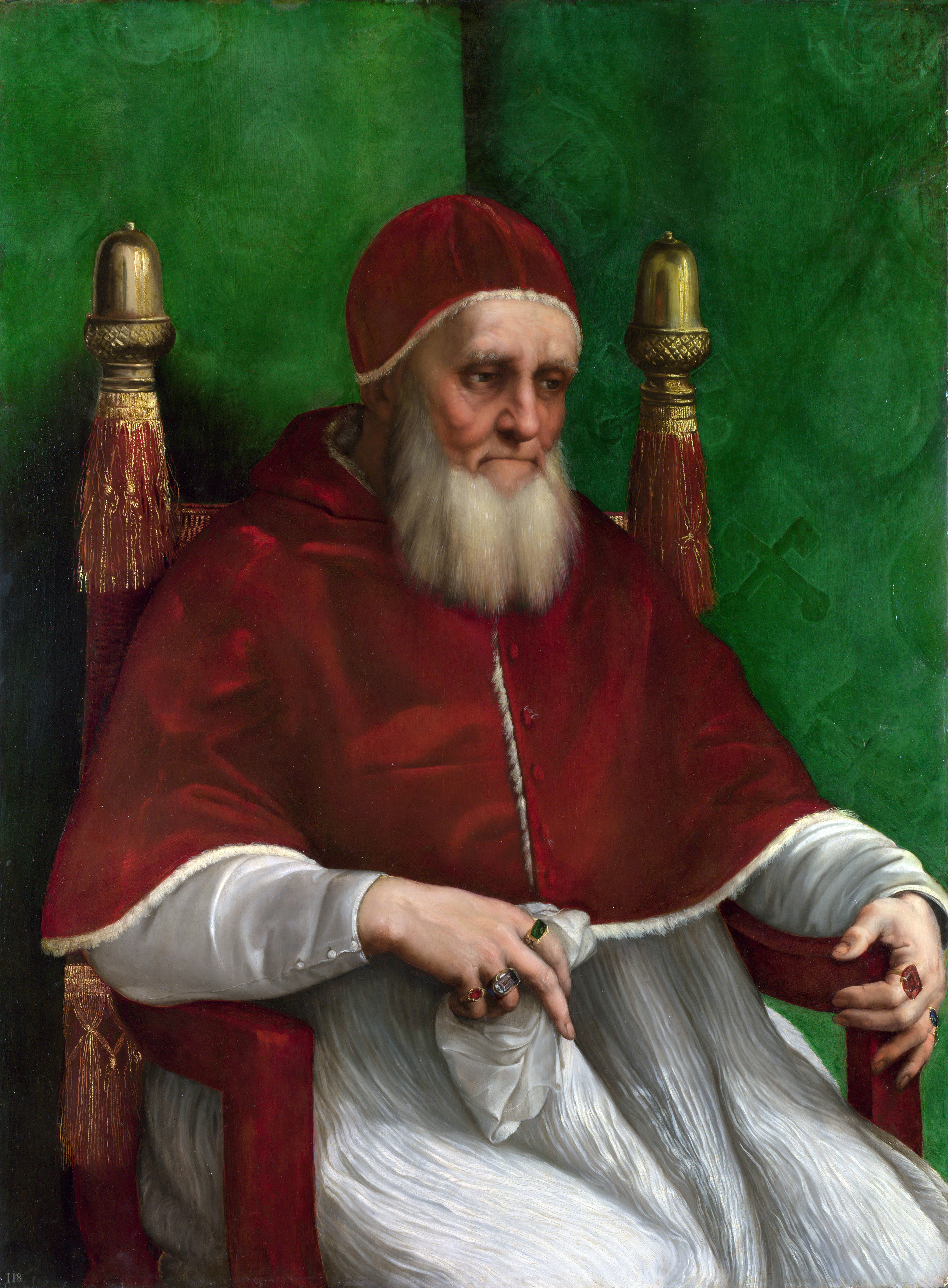
Папа Юлий II в камауро и моцетте

Кама́уро (итал. Camauro; от лат. camelaucum, от греч. καμηλαύκιον, «[шляпа из] верблюжьей шерсти», слово того же происхождения, что и камилавка) — головной убор Папы Римского.
Папские камауро: красные, шерстяные или бархатные, отделанные белым горностаем, носятся обычно зимой, вместо дзуккетто (итал. zucchetto), которая, в свою очередь, происходит от головного убора католических священников, носившегося другими членами духовенства. Подобно головному убору католических священников, который носило духовенство, и академической шапочке, которую носили академики, камауро происходит от академического головного убора (pileus), первоначально носившегося для того, чтобы защитить тонзуированную макушку головы от холода. Камауро часто носится вместе с зимним наплечным плащом — (моццетта), также иногда с меховой подкладкой.
Камауро стала частью папского гардероба в XII веке. До 1464 камауро без отделки горностаем носились и кардиналами, а затем стали исключительно папским предметом одежды, кардиналы вместо него носили только алую камилавку — дзуккетто (итал. zucchetto). Папская камауро вышла из употребления после смерти папы римского Иоанна XXIII в 1963 году, но была восстановлена в декабре 2005 года папой римским Бенедиктом XVI. Ношение Бенедиктом камауро послужило причиной того, что СМИ стали сравнивать его с Санта-Клаусом.